# La Mare de Déu de la Caritat (Retaules d'Illescas)
La Mare de Déu de la Caritat és una obra d'El Greco, realitzada a l'oli sobre tela entre el 1603 i el 1605, durant el seu últim període toledà. Es conserva a l'Hospital de la Caritat d'Illescas.
El Greco, per mitjà del seu fill, va aconseguir l'any 1603 un contracte per realitzar quatre quadres per la Capella major de l'Hospital de la Caritat de Illescas (Toledo). Els quadres corresponen al període tardà del pintor i encara que no poden ser contemplats a la Capella major per a la qual van ser dissenyats, es troben a la sagristia de l'Hospital de la Caritat d'Illescas.

## Temàtica de l'obra
Aquest llenç, que originàriament centrava el retaule principal, estava flanquejat per les estàtues de la Fe i de l'Esperança, la qual cosa donava sentit a tot el conjunt d'Illescas. El Greco representava la Virtut de la Caritat a través de la iconografia d'art medieval sobre la Mare de Déu de la Misericordia.

## Anàlisi de l'obra
En el centre de la composició es troba la imponent Mare de Déu obrint el seu mantell i albergant a un grup de fidels abillats amb escarolat al coll, propi de la moda de l'època. Algunes d'aquestes figures eran retrats de cavallers pertanyents a la noblesa toledana del segle xvi –entre ells també es troba Jorge Manuel Theotocópuli, fill d'El Greco–. En aquest llenç es veu que El Greco utilitza la desproporció típica del seu estil final, una mica acusada aquí perquè aquest quadre va ser dissenyat per ésser vist des de sota cap amunt. Avui a l'abast dels ulls de l'espectador, sembla massa desproporcionat, sobretot, el cos de Maria amb unes cames monumentals en primer pla i concloent en un minúscul cap.

## Estat de conservació
Aquest llenç ha sofert vàries vicissituds que han deteriorat la seva qualitat. L'any 1902 va ser traslladat des del retaule principal fins al retaule lateral exterior dret. Per adaptar-lo al nou format rectangular, se li va afegir un tros de llenç semicircular. L'any 1940 va ser netejat i restaurat abusivament, de forma que es van perdre les veladures sobre els caps dels personatges de sota el mantell de la Verge. Tanmateix, també es van eliminar les repintades sobre els escarolats dels personatges que adoren la Verge. Aquests escarolats segurament van ser amagats l'any 1906 per ordre del Tribunal de l'Hospital, de forma que la neteja de l'any 1940 va retornar-li al llenç els seu aspecte original. La figura de la Verge està més ben conservada que les altres. El cel al rerefons s'ha deteriorat molt, enfosquint-se i deixant al descobert la preparació.